# Заречье (Винницкая область)
Заречье (укр. Заріччя) — село на Украине, находится в Гайсинском районе Винницкой области.
Код КОАТУУ — 0520882406. Население по переписи 2001 года составляет 56 человек. Почтовый индекс — 23700. Телефонный код — 4334.
Занимает площадь 0,235 км².

## Адрес местного совета
23725, Винницкая область, Гайсинский р-н, с.Карбовка, ул.Ленина, 69а